# Beat It (film)
Beat It è un cortometraggio muto del 1918 diretto da Gilbert Pratt (con il nome Gil Pratt). Il film è interpretato da Harold Lloyd e prodotto da Hal Roach.

## Trama
Harold gestisce il banco delle bibite in una località balneare.

## Produzione
Il film fu prodotto da Hal Roach per la Rolin Films. Venne girato dal 3 al 12 novembre 1918.

## Distribuzione
Distribuito dalla Pathé Exchange, il film - un cortometraggio in una bobina - uscì nelle sale cinematografiche degli Stati Uniti il 24 febbraio 1918.